# Ed Brost
Ed Brost (ur. 1968) – kanadyjski trójboista siłowy i strongman.
Drugi Wicemistrz Kanady Strongman w roku 1999.
Mieszka w Abbotsford.
Wymiary:
- wzrost 188 cm
- waga 141 kg

## Osiągnięcia
- 1999
  - 2. miejsce – Mistrzostwa Kanady Strongman
  - 7. miejsce – Drużynowe Mistrzostwa Świata Par Strongman 1999
- 2005
  - 7. miejsce – Puchar Świata Siłaczy 2005: Denver
  - 3. miejsce – Puchar Świata Siłaczy 2005: Ladysmith